# Swissair
Swissair (Swiss Air Transport Company Limited) er det tidligere nationale luftfartsselskab i Schweiz. Selskabet blev grundlagt i 1931 efter en fusion mellem Balair og Ad Astra Aero. Swissair var et af de store internationale luftfartsselskaber. Selskabet gik konkurs i 2002.
Selskabet havde frem til konkursen base i Zürich Lufthavn og Genève Internationale Lufthavn. 
Mange af selskabets ruter blev efter konkursen overtaget af det nystiftede Swiss International Air Lines.